# Artilleros (metropolitana di Madrid)
Artilleros è una stazione della Metropolitana di Madrid della linea 9.
Si trova sotto il Camino de Vinateros vicino all'incrocio con Calle Pico de Artilleros, nel distretto di Moratalaz.

## Storia
La stazione è stata inaugurata il 31 gennaio 1980 assieme al primo tratto della linea che andava da Sainz de Baranda a Pavones.

## Accessi
Vestibolo Juan de Bobadilla
- Vinateros, impares Camino de Vinateros, 119 (angolo con Calle Cañada, 47)
- Vinateros, pares Camino de Vinateros, 172 (angolo con Calle Juan de Bobadilla)

Vestibolo Pico de Artilleros Aperto dalle 6:00 alle 21:40 mecanizzato i giorni feriali dalle 6:00 alle 13:50
- Vinateros Calle Pico de Artilleros, 126 (angolo con Camino de Vinateros impares)
- Pico de Artilleros Calle Pico de Artilleros, 59